# توماش آدامک
توماش آدامک (لهستانی: Tomasz Adamek؛ زادهٔ ۱ دسامبر ۱۹۷۶) بوکسور اهل لهستان است.